# Euscelophilus niger
Euscelophilus niger is een keversoort uit de familie bladrolkevers (Attelabidae). De wetenschappelijke naam van de soort werd in 1994 gepubliceerd door Liang.